# Сезар Дьо Базанкур
Сезар Лекат барон дьо Базанкур (1811 – 1865) е френски военен историк, директор на библиотеката в Шато дьо Компиен при Луи-Филип.

## Творческа биография
Сезар дьо Базанкур е роден в Париж.
Назначен за официален историограф от Наполеон III, когото придружава по време на няколко военни кампании. Резултатите от тези експедиции се появяват в неговите трудове:
- L'Expédition de Crimée jusqu'à la prize de Sébastopol, Chronique de la guerre d'Orient (1856); 400 стр. Барон дьо Базанкур е военен кореспондент на френското министерство на просвещението[1] и посещава Варна през Кримската война (1854 г.). Книгата е преведена от френски на български език от Борис Попов и публикувана частично като Кримската експедиция: Хроника на източната война във Варненски общински вестник през 1929 г.
- La campagne d'Italie de 1859, Chronique de la guerre (1859);
- Les expéditions de Chine et de Cochinchine (два тома, 1861 – 62).

Други негови произведения са:
- Histoire de Sicile sous la domination des Normands (1846)
- Жорж Монтаняр – роман (1851)
- Noblesse oblige – роман (1851)
- Принцеса Палианци – роман (1852)